# Upplands runinskrifter 612
Upplands runinskrifter 612 är en vikingatida ristad sten av rödaktig granit i Tibble, Granhammar, Västra Ryds socken och Upplands-Bro kommun. Stenen saknar inskrift och är försedd med ett likarmat kors som enda ristning. Stenen är 1,8 meter hög och 1,28 meter bred.
Detta kors är populärt hos runristare som Visäte, Balle och Mervallaristaren.